# Krombach (Bawaria)
Krombach – miejscowość i gmina w Niemczech, w kraju związkowym Bawaria, w rejencji Dolna Frankonia, w regionie Bayerischer Untermain, w powiecie Aschaffenburg, wchodzi w skład wspólnoty administracyjnej Schöllkrippen. Leży około 14 km na północ od Aschaffenburga.

## Polityka
Wójtem od 2002 jest Reiner Rosenberger z CSU, jego poprzednikiem był Hellmuth Nees. Rada gminy składa się z 15 członków:
|      | CSU | SPD | Zieloni | Razem     |
| 2002 | 11  | 3   | 1       | 15 miejsc |

## Oświata
(na 1999)

W gminie znajduje się 75 miejsc przedszkolnych (z 88 dziećmi).